# モノシリーのとっておき〜すんごい人がやってくる!〜
『モノシリーのとっておき〜すんごい人がやってくる!〜』（ものしりーのとっておき すんごいひとがやってくる）は、フジテレビ系列で2017年11月3日から2018年9月14日まで毎週金曜日 19:00 - 19:57（JST）に放送されていたバラエティ番組である。全25回。レギュラー放送終了後、不定期で単発特番として放送されていた。

## 概要
識者たち（モノシリー）から「とっておき」に関する情報を教えてもらう番組である。和室のちゃぶ台を挟んだリラックスした雰囲気にて、ゲストおよび識者たちを迎えるといった演出となっていた。司会は2017年9月17日まで放送されていた『フルタチさん』にて司会を務めた古舘伊知郎と山﨑夕貴（フジテレビアナウンサー）が務めていた。
レギュラー放送終了から約3ヶ月後の2018年12月29日（土曜日）19:00 - 21:00に復活して年末特番として『モノシリーのとっておき偉人列伝 生ける競馬伝説 武豊SP』が放送。
2019年2月2日（土曜日）21:00 - 23:10（『土曜プレミアム』枠）には『モノシリーのとっておき〜最強ビックリ映像祭2時間SP〜』と題して、2回目の特別番組を放送。同年6月1日（土曜日）にも同枠で『モノシリーのとっておき 最強ビックリ映像祭2時間SP』と題して、3回目の特別番組を放送。同年10月18日には、20:00 - 21:55（一部地域は21:49飛び降り）に『モノシリーのとっておき 最強チャレンジ映像祭2時間SP』と題して、4回目の特別番組を放送。また、この回はZOZOTOWNの一社提供で放送された（21:49以降のローカル枠除く）。2020年4月16日に5回目の特別番組を放送。

## 出演者
MC
- 古舘伊知郎（フリーアナウンサー）
- 山﨑夕貴（フジテレビアナウンサー）

## ネット局
| 放送対象地域   | 放送局                    | 系列           | 放送期間                      | 放送日時           | 遅れ       | 脚注     |
| -------------- | ------------------------- | -------------- | ----------------------------- | ------------------ | ---------- | -------- |
| 関東広域圏     | フジテレビ（CX）          | フジテレビ系列 | 2017年11月3日 - 2018年9月14日 | 金曜 19:00 - 19:57 | 制作局     | 制作局   |
| 岩手県         | 岩手めんこいテレビ（mit） | フジテレビ系列 | 2017年11月3日 - 2018年9月14日 | 金曜 19:00 - 19:57 | 同時ネット |          |
| 宮城県         | 仙台放送（OX）            | フジテレビ系列 | 2017年11月3日 - 2018年9月14日 | 金曜 19:00 - 19:57 | 同時ネット | [ 注 3 ] |
| 秋田県         | 秋田テレビ（AKT）         | フジテレビ系列 | 2017年11月3日 - 2018年9月14日 | 金曜 19:00 - 19:57 | 同時ネット |          |
| 山形県         | さくらんぼテレビ（SAY）   | フジテレビ系列 | 2017年11月3日 - 2018年9月14日 | 金曜 19:00 - 19:57 | 同時ネット |          |
| 福島県         | 福島テレビ（FTV）         | フジテレビ系列 | 2017年11月3日 - 2018年9月14日 | 金曜 19:00 - 19:57 | 同時ネット |          |
| 新潟県         | 新潟総合テレビ（NST）     | フジテレビ系列 | 2017年11月3日 - 2018年9月14日 | 金曜 19:00 - 19:57 | 同時ネット |          |
| 長野県         | 長野放送（NBS）           | フジテレビ系列 | 2017年11月3日 - 2018年9月14日 | 金曜 19:00 - 19:57 | 同時ネット | [ 注 4 ] |
| 静岡県         | テレビ静岡（SUT）         | フジテレビ系列 | 2017年11月3日 - 2018年9月14日 | 金曜 19:00 - 19:57 | 同時ネット |          |
| 石川県         | 石川テレビ（ITC）         | フジテレビ系列 | 2017年11月3日 - 2018年9月14日 | 金曜 19:00 - 19:57 | 同時ネット |          |
| 中京広域圏     | 東海テレビ（THK）         | フジテレビ系列 | 2017年11月3日 - 2018年9月14日 | 金曜 19:00 - 19:57 | 同時ネット |          |
| 島根県・鳥取県 | 山陰中央テレビ（TSK）     | フジテレビ系列 | 2017年11月3日 - 2018年9月14日 | 金曜 19:00 - 19:57 | 同時ネット |          |
| 広島県         | テレビ新広島（tss）       | フジテレビ系列 | 2017年11月3日 - 2018年9月14日 | 金曜 19:00 - 19:57 | 同時ネット |          |
| 高知県         | 高知さんさんテレビ（KSS） | フジテレビ系列 | 2017年11月3日 - 2018年9月14日 | 金曜 19:00 - 19:57 | 同時ネット |          |
| 佐賀県         | サガテレビ（STS）         | フジテレビ系列 | 2017年11月3日 - 2018年9月14日 | 金曜 19:00 - 19:57 | 同時ネット |          |
| 長崎県         | テレビ長崎（KTN）         | フジテレビ系列 | 2017年11月3日 - 2018年9月14日 | 金曜 19:00 - 19:57 | 同時ネット |          |
| 熊本県         | テレビ熊本（TKU）         | フジテレビ系列 | 2017年11月3日 - 2018年9月14日 | 金曜 19:00 - 19:57 | 同時ネット |          |
| 鹿児島県       | 鹿児島テレビ（KTS）       | フジテレビ系列 | 2017年11月3日 - 2018年9月14日 | 金曜 19:00 - 19:57 | 同時ネット |          |
| 富山県         | 富山テレビ（BBT）         | フジテレビ系列 | 2017年11月10日 -              | 金曜 19:00 - 19:57 | 同時ネット | [ 注 5 ] |
| 沖縄県         | 沖縄テレビ（OTV）         | フジテレビ系列 | 2017年11月10日 -              | 金曜 15:50 - 16:50 | 遅れネット |          |
| 北海道         | 北海道文化放送（uhb）     | フジテレビ系列 | 不明                          | 不定期放送         | 不定期放送 | [ 注 6 ] |
| 近畿広域圏     | 関西テレビ（KTV）         | フジテレビ系列 | 2017年11月14日 -              | 不定期放送         | 不定期放送 | [ 注 7 ] |
| 福井県         | 福井テレビ（FTB）         | フジテレビ系列 | 2017年11月3日 -               | 不定期放送         | 不定期放送 | [ 注 8 ] |
| 愛媛県         | テレビ愛媛（EBC）         | フジテレビ系列 | 2017年11月3日 -               | 不定期放送         | 不定期放送 | [ 注 9 ] |

- あくまで全編ローカルセールス枠の番組であったため、通常時同時ネットの局であっても、一部ネット局では週によっては自主編成を行う場合があり、その場合は他日に振替放送するか臨時非ネットとする場合があった。
- 最終回3時間スペシャルはテレビ宮崎を除くフジテレビ系列全局で放送。通常時の非ネット局では19:57開始の2時間短縮版を放送（19:00開始局も一部あり）。19:00開始局・19:57開始局のいずれでも21:49に飛び降りる局が多数あり。
- テレビ宮崎は『モノシリーのとっておき偉人列伝』が事実上の初放送。以降はフジテレビ系同時ネット枠で放送される場合に限りネットする。

## スタッフ

### レギュラー
- ナレーション：宮坂俊蔵、深川和征（共に途中から）、竹内友佳（フジテレビアナウンサー）
- 構成：海老克哉、山名宏和、森一盛、水野守啓
- ブレーン：山本宏章
- リサーチ：稲津大周、JFK
- TM：大嶋徹（共テレ、以前はTD/SW）
- TD/SW：菊池謙（共テレ）、古谷智樹（共テレ）
- CAM：礒前裕之（共テレ）、河野広樹（共テレ）
- VE：富田祐介（共テレ）、金子英樹（共テレ）
- AUD：村脇昭一（共テレ）、藤橋浩司郎（共テレ）、安澤貴幸（共テレ）
- 照明：奈良芳男
- ロケ技術：共同テレビ取材技術部、ティ・ピー・ブレーン、池田屋、宮崎利之、ネットビジョン、オフィス・ゾラ、広島放送、マリポーサ
- 美術プロデューサー：木村文洋
- デザイン：鈴木(青木)賢太（フジテレビ）
- 美術進行：林勇
- 大道具：裏隠居徹
- 電飾：森智
- 装飾：門間誠
- アクリル装飾：斉藤祐介
- 植木装飾：後藤健
- モニター：伊藤拓也
- CG：タカハシジュン
- ヘアメイク：山田かつら
- TK：本田悦子
- 音効：川口匡暁
- 編集：中川直喜（共同エディット）、渡邉敬（共同エディット）
- MA：和光康彦（共同エディット）
- 協力：フジアール、fmt他
- 広報：長谷川智子（フジテレビ）
- デスク：榎本かすみ
- 企画：小松純也（共テレ）
- 制作→演出スタッフ：戸邉綾香、大野健太郎、内田優、西川亮太、富本純平、真木廉治
- AP：河合ちはる（フジテレビ）、伊藤友紀（エスエスシステム）、橋本瑞枝（NOSCO）
- ディレクター：阿部裕一郎、杉野将人、鴛海剛、守山龍之介、大塚隆史、松澤祐介、森山菜央子、常磐俊郎、橋田裕元、渡部修平、藤井雄真、柳川新吾、大関人夢、牛山淳志、田島大輔、野村緑、川田創、竜崎琢也（共テレ、以前は演出スタッフ）、畑川渉、佐古俊介、土橋和子
- 演出：吉村慶介（共テレ）／渡邊美香（共テレ）、池端強（共テレ）、河本誠司（frame inf）、中山建治（NOSCO）、西岡奈美（西岡→以前はディレクター、共テレ）
- 制作プロデューサー：勝田久美子（共テレ）、小林靖子（エスエスシステム、以前はキャスティング）、佐藤正子（frame inf）、新村幸三郎（NOSCO）
- 総合演出：川本良樹（共テレ）
- プロデューサー：東園基臣（フジテレビ）、竹内康人（共テレ）
- チーフプロデューサー：中嶋優一（フジテレビ）
- 制作協力：共同テレビジョン／frame inf、NOSCO
- 制作：フジテレビ編成局制作センター第二制作室
- 制作著作：フジテレビ

#### 過去のスタッフ （レギュラー）
- 構成：星野さやか
- CG：The king Maker
- 広報：池田綾子（フジテレビ）
- 演出：村山学（モンスターゾーン）／岡宗秀吾
- 制作プロデューサー：中山佳祐、佐藤謙治（共に共同テレビジョン）

### レギュラー終了後の不定期特番
2020年4月18日放送分
- 構成：山名宏和、鮫肌文殊（鮫肌→第2回-）、天野敏宏（第1回はとしひろ名義）、渡邊勇穂（第1回は真穂名義）、水野守啓（渡邉・水野→第1,3,4回）
- リサーチ：神山敏博、田中奈緒、高橋勝喜（高橋→第1回-）、倉田暁雄（神山・倉田→第5回）
- TM：大嶋徹（第1,2,4回、第3回はTD／SW、共テレ）
- TD/SW：菊池謙（第1,2回、共テレ）
- CAM：伴野匡（共テレ）
- VE：松吉英明（共テレ）
- AUD：伊藤裕樹（共テレ）
- 照明：奈良芳男
- 美術プロデューサー：副島翔太郎（フジテレビ）
- デザイン：齋田崇史（フジテレビ）
- アートコーディネーター：村瀬大
- 大道具：宮路博貴（第1回は大道具制作）
- 装飾：門間誠
- アクリル装飾：松本健
- 生花装飾(第3,5回)：荒川直史（第3,5回）
- 電飾(第2回-)：後藤佑介（第1回は特殊装置）
- ヘアメイク：山田かつら
- 音効：樋口謙
- TK：小島陽子（第1,5回）
- 編集：小島嘉隆（第3,5回、共同エディット）
- MA：和光康彦（第1,2,4,5回、共同エディット）
- 協力：JFK(ジャパンフッテージ)、フォーミュレーションほか
- 映像協力(第3回-)：アフロ（第3回-）、スペクター・コミュニケーションズ
- 編成：島本講太（第5回、フジテレビ）
- 営業推進：加藤亜利沙（第5回、フジテレビ）
- 広報：瀬田裕幸（第4回-、フジテレビ）
- 校閲：小峰理絵（第5回）
- デスク：角谷真美、藤田さえこ
- 制作統括(第4回-)：中嶋優一（第3回までチーフプロデューサー、フジテレビ）
- 演出スタッフ(第2回-）：戸邉綾香（第2回-）、安室このみ、中川寛太、黒木麻裕美
- ディレクター：鴛海剛・杉野将人・守山龍之介（共にframe inf.）、竜崎琢也（竜崎→共テレ）、稲垣史彦（竜崎→第1回-、杉野→第2,5回、守山→第3回-、鴛海→第5回）
- 制作プロデューサー：小林靖子（エスエスシステム）
- AP：ソン・ミンソン
- プロデューサー：竹内康人（共テレ）、河本誠司（第2回-、第1回はディレクター、frame inf.）
- 演出・プロデュース：東園基臣（第1,2回はプロデューサー、第3,4回は企画・プロデュース、第5回は演出・プロデュース、フジテレビ）
- 制作協力：共同テレビ／frame inf.（frame→第2回-）
- 制作：フジテレビ編成制作局制作センター第二制作室
- 制作著作：フジテレビ

#### 過去のスタッフ（レギュラー終了後の不定期特番）
- 構成：村上卓史、海老克哉（共に第1回）、森一盛
- ブレーン：山本宏章（第1回）
- リサーチ：小島美一（第1,2回）、馬場英恵（第2回）、伊藤真由美（第2,3回）
- CAM：磯前裕之（第3回、共テレ）
- VE：冨田祐介（第1-4回、共テレ）
- AUD：村脇昭一（第1-4回、共テレ）
- TK：本田悦子（第2回）、勝俣みふじ（第3,4回）
- 音効：川口匡暁（第1-3回）
- 編集：中川直喜（第1,4回、、共同エディット）、千葉南（第2回、、共同エディット）、勝呂康英（第3回、、共同エディット）
- MA：内田昭弘（第3回、共同エディット）
- CG：奥田真也
- イラスト：タカハシジュン
- 技術協力(第3回)：共同テレビ取材技術部、J-crew（共に第3回）
- 協力：fmt、CUEVO（共に第1回）、第一興商（第3回）
- 広報：長谷川智子（第3回まで、フジテレビ）
- デスク：榎本かすみ（第4回まで）
- 協力プロデューサー：本間学、太田光史（共に第1回・フジテレビスポーツ局）、塩原充顕、中尾歩、池田拓也（共にフジテレビ）
- 演出補：竹本恭一朗、賀雅馨（共に第1回）
- 演出スタッフ(第2回-)：富本純平、酒巻修太郎（共に第2回）、蒲池遥希（第3回）、水上真澄、水澤花菜子、賀雅馨（共に第4回）
- AP：今泉早智（第1回）、伊藤友紀（エスエスシステム）、河合ちはる（フジテレビ）（伊藤→第2回-、河合→第3回-）
- ディレクター：京田宣良、新垣博章（共にバンエイト）、西岡奈美、峰尾圭一、佐々木泰知（京田→第1回は演出、第4回はディレクター、西岡→第2回-、峰尾・佐々木→第3回-）、大塚隆史、松澤祐介、柴田尚人（共に第1回）、森山菜央子（第1,2回）、稲垣忠彦、土橋和子（共に第2回）、福田和也（第2,3回）
- 制作プロデューサー：土倉広州、後藤妙子（後藤→バンエイト）（共に第1回）、佐藤謙治（共テレ）（佐藤→第1回-）、佐藤正子（第4回、バンエイト）
- 総合演出：川本良樹（第1,2回、共テレ）、赤平卓（第2-4回、frame inf.）
- プロデューサー：酒井範行（第1回、バンエイト）、吉川和仁（第1,4回、バンエイト）、勝田久美子（第2,3回は制作P、第4回はプロデューサー、共テレ）
- 制作協力：バンエイト（第1,4回）